# Tamia ombré
Neotamias umbrinus
Espèce
Statut de conservation UICN

 LC  : Préoccupation mineure
Le Tamia ombré (Neotamias umbrinus) est une espèce de tamia de la famille des sciuridés. Il est endémique des États-Unis. Auparavant connu sous le nom de Tamias umbrinus, des études phylogénétiques ont montré qu'il était suffisamment distinct du tamia de l'Est pour être placé dans un genre séparé, Neotamias.

## Description
Le Tamia ombré atteint une longueur moyenne tête-corps d'environ 20 à 24 cm, incluant la queue de 7 à 11 cm, et pèse en moyenne 67 g. La couleur prédominante de la fourrure d'été varie du brun-gris jaunâtre au brun foncé, souvent avec une teinte rougeâtre. Trois larges bandes noires distinctes parcourent le dos, séparées et entourées par quatre bandes plus pâles de fourrure gris pâle à blanche. Trois bandes sombres et trois bandes pâles sont également présentes sur chaque côté du visage. En hiver, la fourrure devient plus terne et grisâtre, et les bandes deviennent moins distinctes. Les oreilles sont noires et les parties inférieures sont d'un gris très pâle. La queue a des poils orange et noirs, avec une frange plus pâle de poils sur le dessous.

## Répartition et habitat
Le Tamia ombré vit dans les forêts montagnardes et subalpines de l'ouest des États-Unis, entre 1400 et 3650 m d'altitude. Il est le plus courant en lisière des forêts de conifères, ou dans les clairières, souvent près des terrains rocheux ou des pentes abruptes. Les Tamias ombrés n'ont pas une répartition continue et ininterrompue, mais se trouvent plutôt dans un certain nombre de localités disjonctive, peut-être reflétant les schémas changeants de la couverture forestière pendant le Pléistocène.

## Comportement
Les Tamias ombrés sont des animaux solitaires et diurnes, et sont agressifs envers les autres membres de leur propre espèce, chaque individu défendant un territoire de 2 à 5 hectares. Ils établissent des terriers dans des abris sous les rochers, les arbustes, ou d'autres abris, ou encore dans des crevasses rocheuses naturelles ou des troncs creux. Ils passent une grande partie de l'hiver dans leurs terriers, mais sont par ailleurs très arboricoles, grimpant aux arbres pour chercher de la nourriture et échapper aux prédateurs.